# Любомир Халачев
Любомир Тодоров Халачев е български кинооператор, сценарист, режисьор, продуцент и преподавател. Професор, доктор по изкуствознание.

## Биография
Роден е в София на 14 февруари 1950 г. Завършва през 1973 г. ВГИК, Москва със специалност операторско майсторство.
През 1981 – 83 г. специализира в Италия и Франция документално кино, през 1999 г. завършва курс по „Маркетинг на културата“ организиран от ФАР и Британския съвет, през 2000 г. завършва курс на EURIKA AUDIOVISUEL по „Продукция и разпространение“, през 2002 г. завършва курс, организиран от Висшите училища по кино в областта на филмовата продукция, а през 2003 г. завършва „North by Northwest“ в Дания – едногодишен курс към програма „МЕДИА ІІ“ за сценарна консултация и работа на продуценти със сценаристи.
През 1989/1990 г. е зам.-директор на българския културен център във Варшава, през 2004 – 2005 е работил като професор в Сингапур, университета „Ни Ан“. Ръководител и лектор на семинари и уъркшопове в европейски програми. През 2005 – 2011 г. е декан на „Факултета по екранни изкуства“, а от 2011 г. – ректор на НАТФИЗ „Кр. Сарафов“.
На президентските избори през 2016 г. се кандидатира за вицепрезидент заедно с Ивайло Калфин. Двойката е издигната от инициативен комитет, представляван от Георги Първанов.

## Филмография (частична)
Режисьор и сценарист на повече от 100 документални филма. Между тях:
- "В света на графиката" - оператор - 1978 г., учебен, документален,
- „Ново време“ (1981)
- „Куче на прозорец“ (1986)
- „Протегни ръка“ (1987)
- „Мимикрия“ (1989)
- „Парламентът“ (Вся власт советам) (1989)
- „Мечтание“ (1991)
- „Хартиената завеса“ (1996)
- „Черно море“ (1998)
- „Копнеж по нови неща“ (1999) – сц. Влади Киров
- „Благослов“ (2001) – сц. Влади Киров, документален филм за Анджело Ронкали
- „Как Европа влезе в България…“ (2002) – сц. Влади Киров
- „Френската жена на българския подофицер“ (2003) – съсценарист Влади Киров
- „Сингапур – градът на лъва“
- „Народите между джунглата и океана“ (2007)
- „Биографията на една снимка“ (2009) – сц. Влади Киров
- „No comment“ (Без думи) (2010)
- „Поучителната история за живота на братя Прошек“ (2014) – сц. Влади Киров
- „Бойните маршове на България“ (2017)
- „Истории за птици, хора и други чудеса“ (2019)

Игрални
- „Среща“ (тв, 2003) – съсценарист с Кольо Петков
- „Мъж за милиони“ (тв, 2006) – съсценарист с Кольо Петков

## Отличия и награди
- Филмът „Образ невъзможен“ е носител на наградата „Златна роза“ за документален филм от фестивала във Варна
- „Служение“ е носител на Диплом от фестивала в Минск, 1996 г. и е селекциониран за фестивала „Religion today“ в Тренто, Италия, 2000 г.
- „Копнеж по нови неща“ е участвал във фестивала в Тиша Можи-Унгария, 2000 г.
- „Атентатът“ е участвал в престижния фестивал „Prix Europa“, Берлин 2000 г.
- „Благослов“ участва във фестивала в Краков – 2001 г.
- „Как България влезе в Европа“ е носител на „Специалната награда на журито“ от „Златната ракла“ 2002 г.
- „Мъж за милиони“ печели награда за най-добра мъжка роля на МТФ „Златна ракла“ – 2006 г.
- „Благослов“ е продаден в САЩ, на телевизия EWTN, в Полша и Швейцария
- Сериалът „Духът на българина – 1850 – 1950“ (обединяващ 4 документални филма) е номиниран за наградата „Еразмус Евро Медиа“ – 2010 г.
- „Без думи“ (No comment) е селекциониран за LIDF (Лондонския международен фестивал) – 2011 г.
- „Поучителната история за живота на братя Прошек“ печели диплом на фестивала „Златен ритон“ 2014 г
- „Бойните маршове на България“ печели почетна грамота на фестивала „Златен ритон“ 2017
- „Истории за птици, хора и други чудеса“ печели почетна диплома на фестивала „Златен ритон“ 2019
- Сборникът с разкази „10 неща които никога няма да правя“ печели националната награда „Елин Пелин“ за разкази за 2022 г.